# Myanmar International
Myanmar International est une chaîne de télévision d'état birmane, émettant depuis Yangon, capitale économique et principal centre urbain du pays. Troisième chaîne de télévision nationale, elle propose une grille des programmes généraliste, en anglais ou en birman sous-titré, et est diffusée à la fois sur le réseau hertzien et par satellite dans une centaine de pays.
Le lancement des émissions de la troisième chaîne de télévision birmane intervient le 1er août 2001, sous le nom de MRTV-3. Elle vient alors rejoindre ses deux « grandes sœurs » MRTV-1 (créée en 1980) et Myawaddy TV (1995). 
Mêlant émissions politiques, bulletins d'information, documentaires, variétés et reportages, elle est diffusée simultanément sur le réseau hertzien birman (17 heures par jour) et par satellite en Europe et Amérique du Nord (8 heures par jour). Rebaptisée Myanmar International en 2010, elle étend son offre de programmes à cette occasion, émettant dès lors 24 heures sur 24 en Birmanie (mais toujours 8 heures par jour en Europe et Amérique du Nord). Pour Ye Tun, directeur adjoint de la chaîne, Myanmar International a pour but « d'informer, d'éduquer et de divertir le public », mais des critiques dénoncent une chaîne « faisant la propagande de la junte au pouvoir ». 
De fait, émanation du ministère de l'information, Myanmar International est décrite par le gouvernement comme une « réponse objective » aux médias internationaux.
Myanmar International a signé des accords de coopération avec les télévisions nationales chinoise (CCTV), japonaise (NHK), sud-coréenne (Arirang) et la chaîne française CFI.